# Ottavio Morgia
Ottavio Morgia (Roma, 18 settembre 1920 – Roma, 30 agosto 1984) è stato un calciatore e allenatore di calcio italiano.

## Carriera

### Calciatore
Cominciò la carriera tra le file della Lazio, nella quale però non trovò molto spazio, così andò in Serie C nel Siracusa, dopo gli anni bui della guerra nel quale milita nell'Avia e nell'Italia Libera, gioca ancora in Serie C con la Frattese nella stagione 1945-1946.
La stagione successiva passa al Napoli in Serie A dove timbrerà 6 presenze e una rete.
Dopo un anno a Siena in Serie B e uno all'Avellino in Serie C, è ancora al Napoli in Serie B.
Nel 1950 arriva al Cagliari in Serie C. Con i sardi rimarrà 5 stagioni, portando la fascia di capitano nelle gestioni Allasio e Soro e conquisterà la promozione in Serie B.

### Allenatore
Dopo che nella stagione 1953-1954 ha assunto per alcune partite il ruolo di giocatore-allenatore del Cagliari, Morgia intraprenderà dopo il ritiro la carriera di allenatore. Nel 1959-1960 è in Serie C al Siena, di cui è stato giocatore, mentre dal 1960 al 1963 è al Chieti, sempre in Serie C.

## Palmarès

### Giocatore

#### Competizioni nazionali
- Serie B: 1

Napoli: 1949-1950
- Serie C: 2

Siracusa: 1940-1941
Cagliari: 1951-1952